# Криденер, Антон Карлович
Антон Карлович Криденер (1766 — 1840) — действительный статский советник, русский государственный деятель.
Происходил из русского баронского рода немецкого происхождения, восходившего к началу XIV в. На военную службу поступил 20 июня 1779 г., дослужившись к августу 1811 г. до чина полковника. 31.08.1809 г. пожалован кавалером ордена Святой Анны II класса. 25 августа 1817 г. был переведен в статские советники и определен на должность пермского губернатора.
На годы его правления в губернии пришлось трехлетие неурожаев (1819—1821 гг.). Криденер нашел способ восполнить недостаток продовольствия, не обращаясь за помощью в Петербург. Он убедил управляющих частных соляных промыслов удвоить плату рабочим за подвоз дров. Значительных успехов он добился в финансовой деятельности.
При нем было достигнуто снижение недоимок, числившихся за губернией, с 1,5 млн руб. в августе 1817 г. до 65 тыс. к ноябрю 1823 г. Были сокращены земские сборы на содержание почтовой службы за счет устройства торгов на подряды. Благодаря новациям в содержании почтовой службы он принес казне экономию в 740 тыс. руб. Особым вниманием губернатора пользовались объекты приказа общественного призрения. При нем капитал приказа вырос на 60 тыс. руб., в трех уездных городах были учреждены больницы, причем в г. Оханске по просьбе губернатора для этой цели был пожертвован дом, оценивавшийся в 1500 руб.
По его инициативе при сиротском доме было учреждено училище по методу взаимного обучения, разработанному английским педагогом Д. Ланкастером и получившему распространение в европейских странах. Сам губернатор для этой цели пожертвовал 350 руб. В феврале 1823 г. он стал кавалером ордена Св. Анны I степени. В том же году он по личной просьбе уходит в отставку. Учитывая «недостаточное его содержание», Комитет министров наградил бывшего губернатора в феврале 1824 г. арендным пожалованием.
В 1812-1817 - рижский полицмейстер.
С 1828 г. - член Московского общества сельского хозяйства.
В 1824—1827 — герольдмейстер.